# Jet Set Radio Future
Jet Set Radio Future is een computerspel dat is ontwikkeld door Smilebit en uitgegeven door Sega in 2002 voor de Xbox. Het spel is de opvolger van Jet Set Radio.

## Spel
Net als in het voorgaande deel speelt het spel zich af in een toekomstige versie van de Japanse stad Tokio. De speler speelt als een lid van de GG's, een bende rolschaatsende graffitikunstenaars. Doel van het spel is om de graffiti van de rivaliserende bende over te spuiten en uit handen van de politie te blijven, terwijl er wordt gedanst op elektronische muziek.
Het spel maakt gebruik van cel shading, een techniek die wordt toegepast om een soort tekenfilmeffect te krijgen.
Spelers kunnen rolschaatsen op de weg, buizen en pijpen, muren, en trucs uitvoeren in de lucht. Voornamelijk moet er worden gezocht naar andere graffititags om deze over te spuiten in de eigen kleur.

## Ontvangst
Jet Set Radio Future kreeg positieve recensies volgens verzamelwebsite Metacritic. Daar kreeg het een score van 88/100. Het Japanse blad Famitsu gaf het een score van 32/40.
Volgens IGN is het "een van de coolste titels", maar IGN gaf als kritiek dat het geen klassieker zou worden vanwege het gebrek aan uitdaging.
Ondanks de positieve recensies en hoge scores werd het spel genegeerd en viel de verkoop tegen.
| Publicatie | Score  |
| ---------- | ------ |
| Eurogamer  | 6/10   |
| GamePro    | 5/5    |
| GameSpot   | 8,7/10 |
| GameSpy    | 4/5    |
| IGN        | 9,1/10 |
| Maxim      | 8/10   |